# Limnophila (Arctolimnophila) subcostata
Limnophila (Arctolimnophila) subcostata is een tweevleugelige uit de familie steltmuggen (Limoniidae). De soort komt voor in het Nearctisch gebied.